# Work (The Saturdays)
Work è un brano musicale delle The Saturdays, pubblicato come quinto singolo estratto dall'album di debutto Chasing Lights.
È stato pubblicato il 29 giugno 2009 dall'etichetta Fascination; il brano, scritto da Ina Wroldsen, Harry Sommerdahl, Kalle Engström e Michaela Breen, è stato prodotto dagli stessi Sommerdahl ed Engstrom.

## Tracce
Digital Single
1. "Work" (Radio Mix) — 3:14
2. "Work" (Cahill Radio Edit) — 3:08

iTunes Digital Single
1. "Work" (Radio Mix) — 3:14
2. "Work" (Cahill Club Mix) — 5:54

CD Single
1. "Work" (Radio Mix) — 3:14
2. "Unofficial" — 3:55

## Classifiche
| Classifica (2009)         | Posizione raggiunta |
| ------------------------- | ------------------- |
| Eurochart Hot 100 Singles | 68                  |
| Irish Singles Chart       | 21                  |
| Official Singles Chart    | 22                  |